# QF 3磅炮
QF 3磅炮（英語：Ordnance QF 3 pounder gun）是一款以英國的維克斯3磅艦炮為研發基礎的47毫米坦克炮。這款坦克炮曾經安裝在1920-1930年代的維克斯中型2號戰車上，這款火炮有32倍徑一型和40倍徑二型這兩種型號。

## 外部連結
维基共享资源上的相關多媒體資源：QF 3磅炮